# Băbana
Băbana è un comune della Romania di 2 820 abitanti, ubicato nel distretto di Argeș, nella regione storica della Muntenia.
Il comune è formato dall'unione di 7 villaggi: Băbana, Băjănești, Ciobănești, Cotmenița, Groși, Lupueni e Slătioarele.
I primi documenti attestanti l'esistenza di Băbana, insieme al villaggio di Cotmenița, risalgono al 1570.
L'economia è prevalentemente agricola, ma è anche attivo un piccolo impianto di risalita per lo sci.